# ارمنی‌های اصفهان

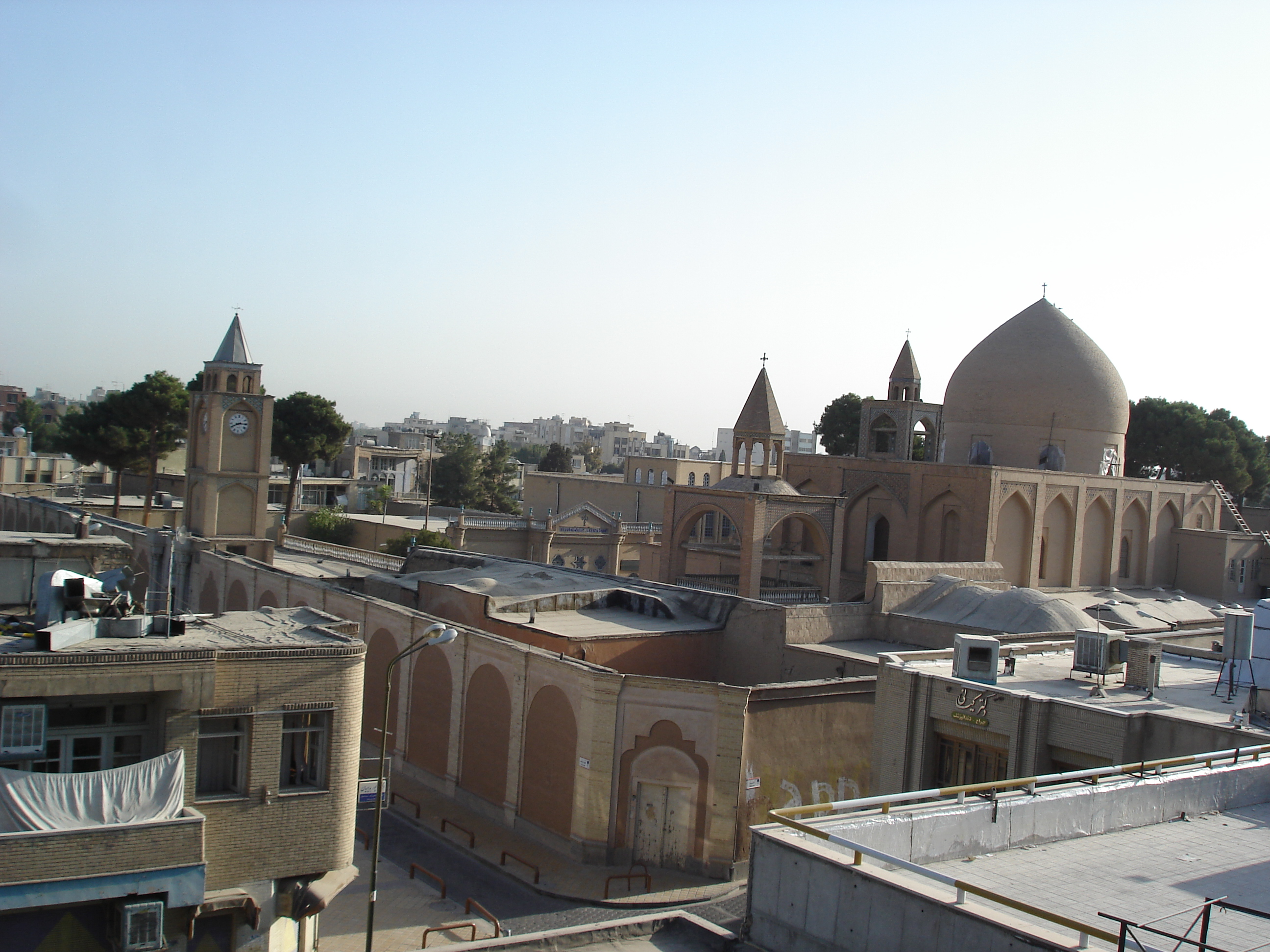
کلیسای وانک

ارمنی‌های اصفهان گروهی از مردم ارمنی‌تبار جلفا قدیم (جوغا) هستند که پس از کوچ بزرگ از جلفا یعنی در سال ۱۶۰۵ به دستور شاه عباس اول به اصفهان آورده شده و در آنجا ساکن شدند. شمارِ ارمنیان در ایران در حدودِ ۱۲۰٬۰۰۰ تَن می‌باشد و بخش قابل توجهی از آنها پس از تهران در اصفهان ساکن هستند.

## خاستگاه
ارمنیان از دیدگاه نژادی آمیزه‌ای از مردمان قفقازی هوری و اورارتویی با مردمان هند واروپایی هستند.
هوریان و اورارتوییان خویشاوند گرجی‌ها و چچن‌های امروزی بودند. اما فریژی‌های تراکی، زبان هندواروپایی ارمنی را با خود به قفقاز آوردند. امروزه شمار ارمنی‌زبانان جهان پیرامون هشت میلیون نفر تخمین زده می‌شود.

## تاریخچه
در سال ۹۹۹ قمری، به موجب پیمان منعقده میان نمایندگان شاه عباس صفوی و سلطان مراد سوم خلیفه عثمانی، تبریز، ارمنستان، شکی، شروان، گرجستان و قره‌باغ تحت سیطره دولت عثمانی درآمد.
در سال ۱۰۱۳ قمری با شروع دوبارهٔ جنگ‌های ایران و عثمانی و قرار گرفتن جلفای قدیم (جوغا) در مسیر این لشکرکشی‌ها، شاه عباس تصمیم گرفت به دلیل ناتوانی نظامی در جنگ با عثمانی از سیاست عقب‌نشینی به همراه انتقال جمعیت بومی منطقه به داخل ایران استفاده کند. به این منظور فرمان داد تا اهالی ایالت‌های مختلف ارمنستان از جمله جلفاییان را به ایران منتقل سازند.
داوریژِتسی می‌گوید به اهالی جلفا سه روز مهلت داده شد تا شهر را تخلیه کنند و چنانچه پس از سه روز کسی در شهر باقی می‌ماند به قتل می‌رسید و خانوادهٔ وی اسیر و دارایی اش مصادره می‌شد. پس از اجرای فرمان شاه مبنی بر تخلیهٔ شهر، طهماسب قلی‌بیگ به دستور شاه عباس مأمور آتش زدن تمامی ساختمان‌های جلفا شد. وی فوراً با سپاهیانی به جلفا بازگشت و همه جا را به تلی از خاک مبدل ساخت. کوچ داده شدگان رانده از وطن تحت سرپرستی الیاس سلطان پس از عبور از گذرگاه‌های دشوار کوهستانی، زمستان ۱۶۰۴ میلادی را در شهرهای طارم، خلخال، اهر و مشکین‌شهر به‌طور موقت اقامت کردند و با فرارسیدن بهار، ابوتراب بیگ مأمور شد تا آنان را به اصفهان برساند و در آنجا شهرنشینان را در داخل شهر و کشاورزان و روستاییان را در حومهٔ اصفهان اسکان دهد.
طبق فرمان شاه عباس ارمنیان «جلفای قدیم» (نخجوان کنونی) به اصفهان کوچانده و ابتدا در شمس‌آباد اصفهان سکنی گزیدند و به مرور زمان نو جلفا (جلفای اصفهان) را بنا نهادند.

## کلیساها
ارمنیان از بدو ورود شروع به ساختن محل زندگی کردند و در وهلهٔ اول کلیساها را بنا کردند. ارامنه مردمانی بودند که دین برایشان اهمیت بسیاری داشت. پس این باعث می‌شد که محلی برای دعا و راز و نیاز با خدای خود داشته باشند. اولین آنها کلیسای وانک بود و پس از آن کلیساهای بیت لَحِم و کلیسای سِرکیس نیز به آنها افزوده شدند.

### فهرستِ کلیساهای اصفهان

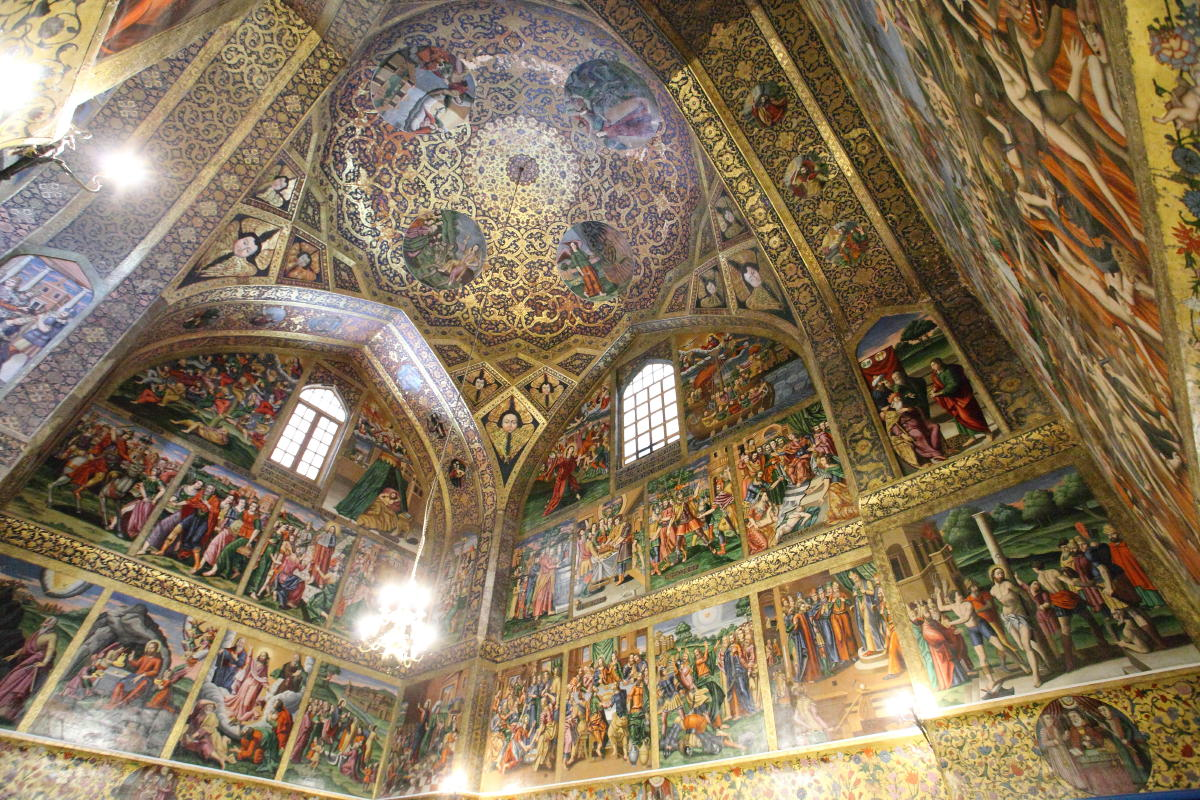
نقاشی‌های دیواری در فضای داخلی کلیسا

- کلیساهای بیت لَحِم
- کلیسای سِرکیس
- کلیسای کاتارینه
- کلیسای کاتولیک‌ها (اصفهان)
- کلیسای گئورگ
- کلیسای گریگور (لوسارویچ مقدس)
- کلیسای مریم و هاکوپ
- کلیسای میناس
- کلیسای نرسس
- کلیسای نیکاغایوس
- کلیسای وانک
- کلیسای یوحنا

## زندگی

### آداب و رسوم
از بارزترین آداب عید نزد مسیحیان ایرانی، تزیین درخت کاج است که نماد سرسبزی و برکت در زندگی بوده و در چهارفصل سبز است و هم به‌دلیل شکل مثلثی درخت، یادآور تثلیث است و از سده ۱۷ میلادی در اروپا و سپس همه دنیا مسیحیت مرسوم شده‌است.

## محلّه و میدان جُلفا

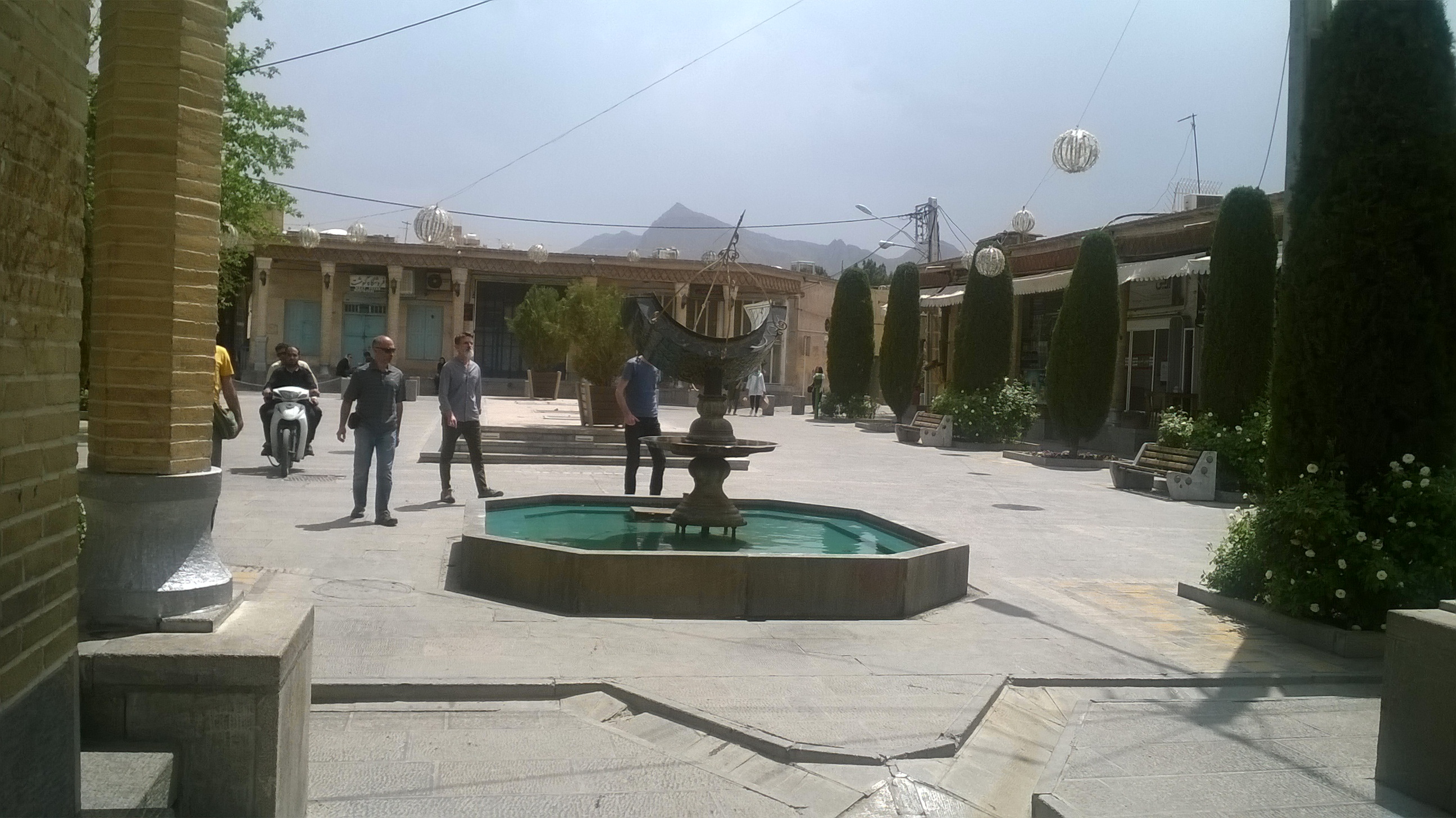
بازار جُلفا با نمایی از کوه صفه

از نخستین روزهای تکوین شهرک ارمنی‌نشین جُلفا، پنج محله به نام‌های میدان بزرگ، میدان کوچک، هاکوپ‌جان، چهارسوق قارا کل تشکیل دهنده این شهرک نوبنیادِ عصر شاه عباس بوده‌است و ساکنین آنها را جلفاییان آذربایجان تشکیل می‌دادند.
در دوران سلطنت شاه عباس دوم بر وسعت آن اضافه شد. محله زرتشتیان که در نزدیک جلفا و بدان پیوسته بود، به ارامنه تحویل داده شد و چون شغل اغلب مهاجرین جدید حجاری بود و به همین دلیل این محله به نام سنگ‌تراشان نامیده شد که هنوز هم به همین نام است.
به دنبال این توسعه شهری، دو محله دیگر یعنی کوی ایروانی‌ها (ایروان) و محله تبریزی‌ها که ساکنین آنها از این دو شهر آمده بودند به وجود آمد. محلات جدید در جنوب و جنوب غربی جلفای قدیم شکل گرفت و آنجا را جلفای نو گفتند و بعدها این اسم به همه جُلفا اطلاق گردید.
میدان تاریخی این بافت که به میدان جُلفا مشهور است، مشرف بر سه کلیسای مهم ارامنه است.

## جشن‌ها و مراسم
در محله جلفای اصفهان همزمان با سایر کشورهای جهان ایام دوازده روزه کریسمس با سالروز میلاد مسیح در ۲۵ دسامبر آغاز و تا ۶ ژانویه ادامه می‌یابد. جشن کریسمس در اصفهان در روز ۲۵ دسامبر در «کلیسای جامع وانک» و محله جلفا برگزار می‌شود. در روزهای کریسمس محله ارامنه و جلفای اصفهان با کاج‌های تزیین شده حال و هوای ویژه‌ای به خود می‌گیرد.

## ورزش
مجموعه ورزشی آیلین ملکیان ویژه مادر و کودک روز سه‌شنبه ۱۸ خرداد ۱۴۰۰ در منطقه ارمنی‌نشین جلفا اصفهان با مساحت ۱۴۰۰ مترمربع دارای ۲ باب سالن بدنسازی و اصلی به متراژ ۵۰۰ مترمربع در کوچه سنگتراش‌های محله ارامنه شهر اصفهان به بهره‌برداری رسید. این مجموعه شامل دو سالن بدنسازی و یک سالن اصلی با مساحت ۵۰۰ متر مربع است، همچنین در خصوص سهولت دسترسی شهروندان راهروی ضلع شرقی این مجموعه همزمان با ساخت پروژه به صورت معماری سنتی بازسازی شده‌است. این مجموعه ورزشی به پاس افتخارآفرینی‌های آیلین ملکیان بانوی ارمنی ساکن محله جلفا که از پیشکسوتان بسکتبال ایران است توسط مدیریت شهری اصفهان ساخته و نامگذاری شده‌است.

## جستارهای وابسته

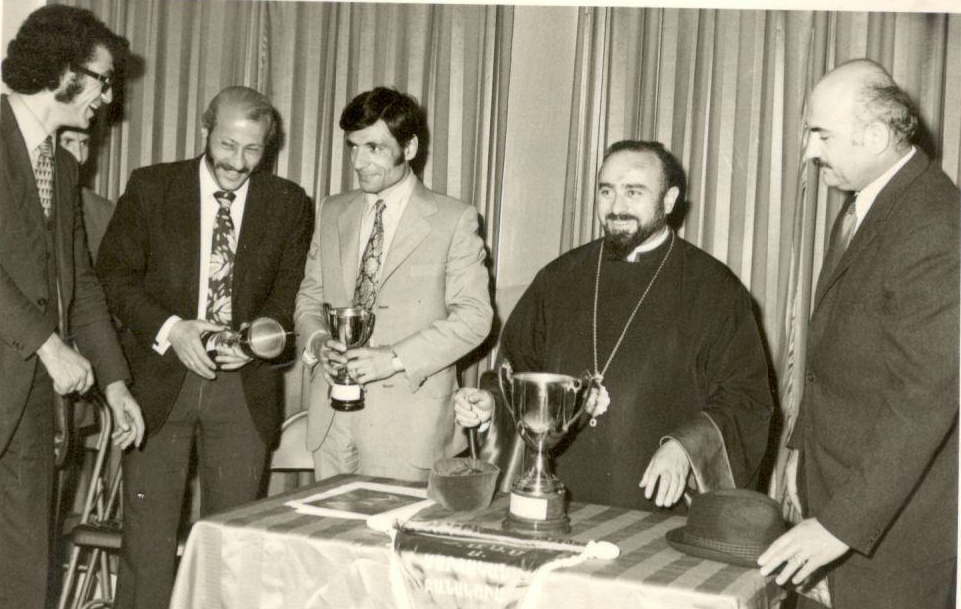

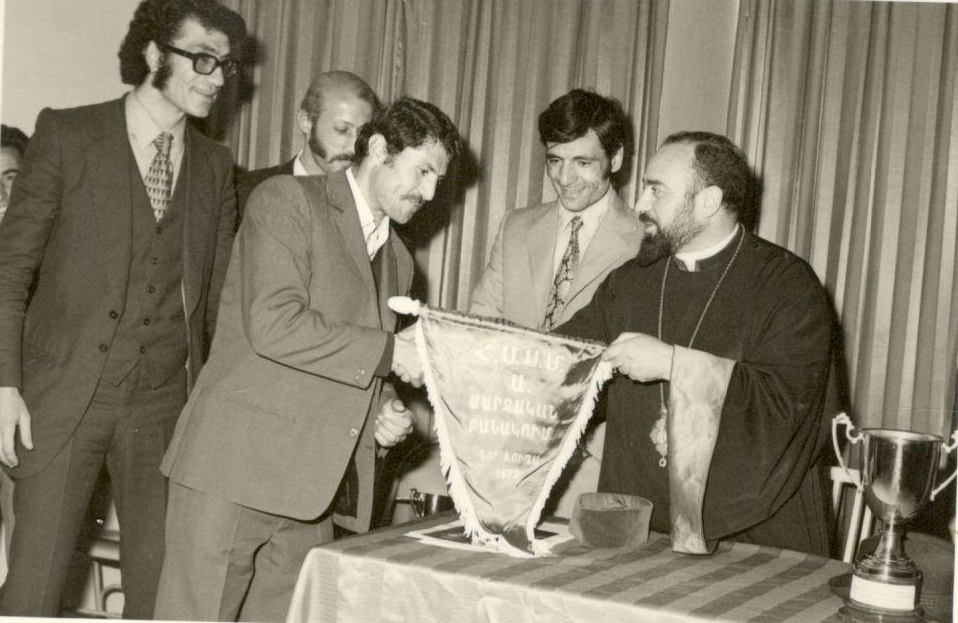